# Batrachuperus cochranae
Batrachuperus cochranae — хвостатое земноводное («тритон») из семейства углозубов. Вид известен всего из одного горного района (Лянхэкоу) в китайской провинции Сычуань, расположенного на высоте около 3700 м. Населяет горные потоки в лесистых районах. Образ жизни неизвестен, вероятно, схож с другими видами рода.